# UFO (álbum)
UFO é o primeiro álbum do grupo de krautrock Guru Guru.
| Críticas profissionais                                                      | Críticas profissionais |
| Avaliações da crítica                                                       | Avaliações da crítica  |
| Fonte                                                                       | Avaliação              |
| --------------------------------------------------------------------------- | ---------------------- |
| AllMusic                                                                    | [ 2 ]                  |
| Esta tabela precisa de ser acompanhada por texto em prosa. Consulte o guia. |                        |

## Faixas
1. "Stone In" - 5:43
2. "Girl Call" - 6:21
3. "Next Time See You at the Dalai Lhama" - 5:59
4. "UFO" - 10:25
5. "Der LSD-Marsch" - 8:29

## Créditos
- Ax Genrich: Guitarra, Pedal, Ecos.
- Wilfried Bauer: Photography.
- Guru Guru: Produção.
- Tom Muller: Engenharia de som.
- Mani Neumeier: Percussão.
- Uli Trepte: Baixo, Mixagem, Técnica, Microfones, Engenharia de Áudio, Amplificadores.